# 25781 Rajendra
25781 Rajendra (tên chỉ định: 2000 CF38) là một tiểu hành tinh vành đai chính. Nó được phát hiện bởi dự án Nghiên cứu tiểu hành tinh gần Trái Đất Lincoln ở Socorro, New Mexico, ngày 3 tháng 2 năm 2000. Nó được đặt theo tên Ashoka Sanjaya Rajendra, an American high school student whose medicine và health sciences project won first place ở the 2009 Giải thưởng Khoa học và Kỹ thuật Intel.